# Elattoneura tenax
Elattoneura tenax är en trollsländeart som först beskrevs av Hagen in Selys 1860.  Elattoneura tenax ingår i släktet Elattoneura och familjen Protoneuridae. Inga underarter finns listade i Catalogue of Life.